# Passport to Destiny

Passport to Destiny est un film américain réalisé par Ray McCarey et sorti en 1944.

## Synopsis
Une femme de ménage anglaise veuve d'un militaire, se croyant invulnérable grâce à la protection d'une amulette magique, se rend en Allemagne nazie pour tenter d'assassiner personnellement Adolf Hitler.

## Fiche technique
- Titre alternatif : Dangerous Journey[1]
- Réalisation : Ray McCarey
- Scénario : Muriel Roy Bolton, Val Burton
- Production : RKO Radio Pictures, Inc.
- Photographie : Jack MacKenzie
- Montage : Robert Swink
- Musique : Roy Webb
- Durée : 65 minutes
- Date de sortie : USA : 25 février 1944

## Distribution
- Elsa Lanchester : Ella Muggins
- Gordon Oliver : Capt. Franz von Weber
- Lenore Aubert : Grete Neumann
- Lionel Royce : Sturmfuehrer Karl Dietrich
- Fritz Feld : Chef Janitor
- Joseph Vitale : Lt. Bosch
- Gavin Muir : Herr Joyce / Lord Haw
- Lloyd Corrigan : Prof. Frederick Walthers
- Anita Sharp-Bolster : Agnes
- Lydia Bilbrook : Millie
- Lumsden Hare : Freighter Captain Mack